# Paul Postal
Paul Postal (Weehawken, 10 de novembro de 1936) é um linguista estadunidense, professor da Universidade de Nova Iorque. Doutor em linguística pela Universidade Yale, ele foi uma figura importante no desenvolvimento da gramática gerativa na década de 1950 e, mais tarde, da semântica gerativa, ao lado de George Lakoff, James D. McCawley e John R. Ross. Essas teorias gramaticais não transformacionais tiveram um impacto indireto, mas importante, na análise sintática moderna.

## Obras
- Postal, Paul M. (1968). Aspects of phonological theory. New York: Harper & Row.  ISBN 978-0-06-045248-3
- Postal, Paul M. (1972). "The best theory". In S. Peters (Ed.), Goals of linguistic theory. Englewood Cliffs, NJ: Prentice-Hall.  ISBN 978-0-13-357095-3
- Postal, Paul M. (1974) On Raising: One Rule of English Grammar and Its Theoretical Implications. Cambridge: MIT Press. ISBN 978-0-26-266041-9
- Johnson, David E.; & Postal, Paul M. (1980). Arc pair grammar. Princeton: Princeton University Press.  ISBN 978-0-608-03341-9
- Culicover, P. W., & Postal, Paul M. (2000). Parasitic gaps. Cambridge, Mass: MIT Press. ISBN 978-0-262-03284-1
- Postal, Paul M. (2003). "Policing the Content of Linguistic Examples". Language. 79 (1), 182-188.
- Postal, Paul M. Skeptical linguistic essays (Oxford University Press, USA, 2004).  ISBN 978-0-19-516671-2